# فینال‌های ان‌بی‌ای ۱۹۵۹
سری فینال‌های قهرمانی جهان ان‌بی‌ای ۱۹۵۹ مرحلهٔ قهرمانی انجمن ملی بسکتبال (ان‌بی‌ای) در فصل ۵۹–۱۹۵۸ می‌باشد. مینیاپولیس لیکرز، قهرمان بخش غربی در سری بهترین از هفت (چهار برد از هفت بازی) برابر بوستون سلتیکس، قهرمان بخش شرقی مسابقات قرار گرفت. این سومین راهیابی بوستون به فینال ان‌بی‌ای و ششمین حضور مینیاپولیس در این مرحله بود. تیم بوستون سلتیکس با نتیجهٔ ۴–۰ لیکرز را جارو کرد. این سرآغاز هشت قهرمانی پی در پی سلتیکس از ۱۹۵۹ تا ۱۹۶۶ در NBA بود. تا به امروز، این آخرین باری بوده که یک تیم ان‌بی‌ای از مینه‌سوتا در فینال‌های ان‌بی‌ای حضور پیدا کرده، و همچنین نخستین بار در تاریخ ان‌بی‌ای، از دو باری است که تیمی با رکورد باخت بیشتر در فصل مقدماتی، به رقابت پایانی راه پیدا می‌کند (دیگری در ۱۹۸۱).

## خلاصه سری
| بازی   | تاریخ   | تیم میزبان       | نتیجه         | تیم مهمان        |
| ------ | ------- | ---------------- | ------------- | ---------------- |
| بازی ۱ | ۴ آوریل | بوستون سلتیکس    | ۱۱۸–۱۱۵ (۱–۰) | مینیاپولیس لیکرز |
| بازی ۲ | ۵ آوریل | بوستون سلتیکس    | ۱۲۸–۱۰۸ (۲–۰) | مینیاپولیس لیکرز |
| بازی ۳ | ۷ آوریل | مینیاپولیس لیکرز | ۱۱۰–۱۲۳ (۰–۳) | بوستون سلتیکس    |
| بازی ۴ | ۹ آوریل | مینیاپولیس لیکرز | ۱۱۳–۱۱۸ (۰–۴) | بوستون سلتیکس    |

سلتیکس برندهٔ سری ۴–۰
|                  | بازی ۱ | بازی ۲ | بازی ۳ | بازی ۴ | امتیاز پایانی |
| بوستون سلتیکس    | ۱۱۸    | ۱۲۸    | ۱۲۲    | ۱۱۸    | ۴             |
| مینیاپولیس لیکرز | ۱۱۵    | ۱۰۸    | ۱۱۰    | ۱۱۳    | ۰             |

امتیاز رنگی، امتیاز تیم میزبان و امتیاز برجسته، امتیاز تیم برنده است.

### بازی ۱
| ۴ |

| Rapport |

| مینیاپولیس لیکرز ۱۱۵, بوستون سلتیکس ۱۱۸        |  |                         |
| امتیاز بر پایه وقت: ۲۹–۲۹, ۲۴-۳۶, ۳۱-۱۹, ۳۱-۳۴ |  |                         |
| امتیاز: الگین بیلور ۳۴                         |  | امتیاز: Frank Ramsey ۲۹ |
| بوستون پیشتاز سری ۱ بر ۰                       |  |                         |

### بازی ۲
| ۵ |

| Rapport |

| مینیاپولیس لیکرز ۱۰۸, بوستون سلتیکس ۱۲۸        |  |                         |
| امتیاز بر پایه وقت: ۱۷-۳۲, ۳۱-۴۰, ۳۷-۲۸, ۲۳-۲۸ |  |                         |
| امتیاز: Vern Mikkelsen ۲۴                      |  | امتیاز: Bill Sharman ۲۸ |
| بوستون پیشتاز سری ۲ بر ۰                       |  |                         |

### بازی ۳
| ۷ |

| Rapport |

| بوستون سلتیکس ۱۲۳, مینیاپولیس لیکرز ۱۱۰        |  |                        |
| امتیاز بر پایه وقت: ۳۵-۲۷, ۳۴-۲۶, ۳۲–۳۲, ۲۲-۲۵ |  |                        |
| امتیاز: Tom Heinsohn ۲۶                        |  | امتیاز: Larry Foust ۲۶ |
| بوستون پیشتاز سری ۳ بر ۰                       |  |                        |

### بازی ۴
| ۹ |

| Rapport |

| بوستون سلتیکس ۱۲۳, مینیاپولیس لیکرز ۱۱۸        |  |                        |
| امتیاز بر پایه وقت: ۳۴–۳۴, ۳۰-۲۸, ۲۴-۲۵, ۳۰-۲۶ |  |                        |
| امتیاز: Bill Sharman ۲۹                        |  | امتیاز: الگین بیلور ۳۰ |
| بوستون برندهٔ سری ۴–۰ و قهرمان ان‌بی‌ای ۱۹۵۹      |  |                        |